# Letsie III van Lesotho
Letsie III, geboren als David Mohato Bereng Seeiso (Morija, 17 juli 1963), is de huidige koning van Lesotho.
Letsie III is de zoon van Moshoeshoe II. Hij volgde privé-onderwijs van 1968 tot 1972 en studeerde daarna aan de rooms-katholieke school te Yorkshire en daarna van 1977 tot 1980 aan het Ampleforth College. Van 1980 tot 1989 studeerde hij aan de universiteiten van Bristol en Cambridge.
Op 12 november 1990 werd hij voor de eerste keer koning in plaats van zijn verbannen vader die door de militaire junta aan de kant was geschoven. Na de val van de junta trad hij af ten gunste van zijn vader (25 januari 1995). Koning Moshoeshoe II overleed op 15 januari 1996 aan de gevolgen van een auto-ongeluk. Letsie III werd daarna voor de tweede keer koning. De koning bezit geen werkelijke macht, maar is het symbool van nationale eenheid.
In zijn vrije tijd houdt Letsie III zich bezig met landbouw. Hij is ook patroon van de Prince Mohato Award.
Emmanuel (Andorra) · Joan Enric (Andorra) · Hamad (Bahrein) · Filip (België) · Jigme Khesar Namgyel Wangchuck  (Bhutan) · Hassanal Bolkiah (Brunei) · Norodom Sihamoni (Cambodja) · Charles III (Commonwealth realms) · Frederik X (Denemarken) · Naruhito (Japan) · Abdoellah II (Jordanië) · Mishal (Koeweit) · Letsie III (Lesotho) · Hans Adam II (Liechtenstein) · Henri (Luxemburg) · Mohammed VI (Marokko) · Albert II (Monaco) · Willem-Alexander (Nederland) · Harald V (Noorwegen) · Haitham (Oman) · Tamim (Qatar) · Salman (Saoedi-Arabië) · Felipe VI (Spanje) · Mswati III (Swaziland) · Rama X (Thailand) · Tupou VI (Tonga) · Mohammed (Verenigde Arabische Emiraten) · Franciscus (Vaticaan) · Carl Gustaf XVI (Zweden)